# Stilbina
Stilbina is een geslacht van vlinders van de familie Uilen (Noctuidae), uit de onderfamilie Hadeninae.

## Soorten
- S. hypaenides Staudinger, 1891
- S. koreana Draudt, 1934
- S. numida Oberthür, 1890
- S. olympica Dierl & Povolny, 1970